# ほっとぐんま630
ほっとぐんま630（ほっとぐんまろくさんまる）は、NHK前橋放送局が2012年4月2日に放送を開始した群馬県向けの『NHKニュース』のローカルニュース番組である。2020年3月27日まではほっとぐんま640として放送された。

## 概要
20分というコンパクトな中で、その日の県内のニュースや各種生活情報、県内のプロスポーツザスパクサツ群馬、群馬クレインサンダーズなどを始めとする県内スポーツの情報などを提供する。NHK前橋放送局は、テレビジョン放送完全デジタル化に伴い2012年4月1日に、当初の想定より1年遅れながら総合テレビの県域放送を開始した。このため、当番組が前橋局で初の夕方のローカルニュースとなる。
なお、開始後約当面は前橋局と同様に県域放送を開始したNHK宇都宮放送局の『とちぎ640』とともに、『首都圏ネットワーク』の全面差し替えは行わず、後半の約20分のみを差し替えるという対応を取ることとした。ただし、2012年12月28日放送分は年末ハイライトと題して18:10から放送され、初の完全差し替え放送を行った。加えて群馬県内では、隣県の『ときめきとちぎ』のような昼前の番組差し替えは設定されず、天気予報のみを県域放送で実施するという方針が同時に示されたことから、当初は「前橋局唯一のレギュラー県域テレビ番組」としてスタートするという、異例の形となった。この約20分という枠は、NHK自体が夕方のローカルワイドニュース枠を設定した当初の放送時間帯でもある。なおこれに伴いFMの『トワイライト群馬』が終了した。
2012年10月26日までは、デジタル放送における放送局識別IDが切り替えられていなかったことから、EPG上『首都圏ネットワーク』とのコンプレックスとなっていた。
2020年3月27日をもって『ほっとぐんま640』としては放送を終了し、ひとまず8年間の歴史に幕を閉じた。その後、同月30日からは番組名を『ほっとぐんま630』に改題し、タイトル通り18:30開始の30分番組にリニューアルした（『首都圏ネットワーク』は18:30に飛び降り時刻を繰り上げ）。
2022年10月3日放送分から放送常時同時配信・見逃し番組配信サービス「NHKプラス」で本番組の見逃し配信を開始した。

## 放送時間
平日 18:30 - 19:00（JST）
備考
- 18:10からの20分間は東京・首都圏局から『首都圏ネットワーク』を同時ネット。なお、東京スカイツリーからの関東広域放送が受信出来る場合や放送常時同時配信・見逃し番組配信サービス「NHKプラス」を利用すれば『首都圏ネットワーク』を実質フルネットで視聴出来る。
- 祝日・年末年始と重なる平日は休止となり、その際の総合テレビの番組編成は土曜・日曜と同様に18:45 - 18:53（年末年始は18:50 - 19:00）に東京・首都圏局から『ニュース645（関東・山梨）』（祝日のみ）、『ニュース650』（年末年始とお盆のみ）として関東地方（1都6県向け）と山梨県のニュース、祝日のみ前述のニュースに続いて18:53 - 19:00に関東地方（1都6県向け）の気象情報（冒頭2分は全国の気象情報）、「NHKからのお知らせ」をそれぞれ放送したあと、1分間の番組予告を挟んで『NHKニュース7』に接続している。
- 2018年4月以降、通常の平日編成日であっても特別編成により番組自体を休止する場合がある。その場合、まずは前座番組『首都圏ネットワーク』を18:45（2018年5月の休止時は18:54）まで時間拡大ネット。その後、18:45 - 19:00（2018年5月の休止時は18:54 - 18:58.55）に当番組休止の代替となる県内ニュース・気象情報を放送している。また、こうした対応を取る日は11:57 - 12:00の『群馬県の気象情報・お知らせ』も休止となり、こちらについては穴埋めとして東京発の関東地方の気象情報を臨時ネットする。
- 2020年4月8日からは、新型コロナウイルスの大規模感染により、関東南部1都3県（東京都・神奈川県・千葉県・埼玉県）に緊急事態宣言が発令されたことに伴う特別報道のため、5月15日まで当番組は休止となった。年末年始などの長期連休期間やオリンピック以外で長期間休止となるのは番組開始以来初めて。休止期間中は『首都圏ネットワーク』を18:45まで時間拡大ネットし、その後18:45 - 19:00に代替の県内ニュース・気象情報を放送した。
- 2021年7月12日 - 9月3日は、東京オリンピック・パラリンピック関連の特別編成のため、当番組は休止となった。この期間中、7月12日 - 21日・8月10日 - 9月3日の平日と重なる日は18:45、7月26日 - 8月6日の平日と重なる日は18:50からそれぞれ代替の県内ニュース・気象情報を放送した。
- 2022年2月3日 - 18日は北京オリンピック放送に伴う特別編成のため休止。この期間中は『首都圏ネットワーク』を18:45まで時間拡大ネットし、その後18:45 - 19:00に代替の県内ニュース・気象情報を放送した。
- 2022年4月4日 - 7日は18:10 - 18:31に『アニメ・ぐんまちゃん』を放送のため1分繰り下げ・短縮（18:31 - 19:00、『首都圏ネットワーク』はこの期間臨時に18:10で飛び降り）。当初は8日も同様の対応が取られる予定だったが、18:00から岸田文雄首相の記者会見の生中継（特設ニュース扱い）が組まれたため取りやめられた（『首都圏ネットワーク』はネット返上、当番組は5分繰り下げ・短縮〈18:35 - 19:00〉して放送）。
- 2022年7月8日はこの日の午前中に安倍晋三銃撃事件が発生したのに伴い、11:43頃 - 18:45に特番扱いの『NHKニュース』として関連ニュースを放送したことから15分繰り下げ・短縮（18:45 - 19:00）して放送された（『首都圏ネットワーク』はネット返上）。
- 2023年5月19日は18:20 - 18:53にG7広島サミット関連の特設ニュースが全国放送で編成されたため、『NHKニュース』（番組表上の表記タイトルは『ニュース・気象情報（群馬）』）に改題の上、23分繰り下げ・短縮（18:53 - 19:00）。また、この日の放送はNHKプラスでの見逃し配信が行われなかった。

## 番組の流れ
- 18:30 オープニング
  - 『首都圏ネットワーク』からステブレレスで接続。オープニングタイトルCG・キャスター挨拶の後、当日の主な放送内容を告知する。
- 18:31頃 ニュース(県内のニュース他)
- 18:40頃 曜日別コーナー、特集
- 18:51頃 好きですぐんま
  - 視聴者から寄せられた季節感に合わせた風景等の写真を紹介。
- 18:54頃 気象情報(ほっとWEATHER)
  - 新村が県内の天気概況と解説、翌日の予報を解説する。
- 18:59頃 エンディングトーク
- 19:00 番組終了
  - ステブレレスで『NHKニュース7』に接続する。

## 現在の出演者
特に表記無き場合は開始当初から出演。2024年4月現在。

### キャスター
（月 - 水）
- 丹沢研二（NHKアナウンサー：2025年3月31日 - ）
- 渡辺未来（契約キャスター：2024年4月1日 - ）

（木・金）
- 泉浩司（NHKアナウンサー：2024年4月5日 - ）
- 渡邉早紀（契約キャスター：2024年4月5日 - ）

### 気象予報士
（月 - 金）
- 福田歩実（2025年3月31日 - ）

### 中継リポーター
- 泉浩司（2023年8月 - ）[2]
- 阿部千明（2022年4月 - ）
- 宮地由季（2023年6月 - ）[3]

## 過去の出演者

### キャスター
- 橋爪秀範（チーフアナウンサー） - 2014年度まで
- 泉浩司（アナウンサー） - 2015年度から2019年度まで
- 原口雅臣（アナウンサー）- 2020年度から2024年度まで [4]
- 高橋聡美（契約キャスター） - 2012年度
- 白石理央（契約キャスター） - 2013年度から2015年度まで
- 源田愛莉那（契約キャスター）
- 武田涼花（契約キャスター）
- 熊谷彩花（契約キャスター）
- 佐藤美樹（契約キャスター）
- 安川侑希（契約キャスター） - 2016年度から2019年度まで、落合と2週間交代担当
- 落合慶子（契約キャスター） - 2016年度から2019年度まで、安川と2週間交代担当
- 増田一恵（契約キャスター） - 2020年度から2021年度まで、菅原と2週間交代担当
- 中谷実夏（契約キャスター） - 2022年度から2023年度まで
- 新村美里 (気象予報士） - 2019年度から2024年度まで

### リポーター
- 佐藤克樹（NHKアナウンサー） - 2012年夏異動で離任
- 佐藤美樹（契約キャスター） - 2014年度まで
- 熊谷彩花（同上） - 2014年度まで
- 菊池真帆（同上） - 2015年度まで
- 金井一世（同上） - 2015年度まで
- 石井由貴（同上）2019年度から2021年度まで
- 川崎寛司（NHKアナウンサー） - 2021年度から2023年度まで